# Castres (Tarn)
Castres (en idioma occitano Castras) es una localidad y comuna francesa, situada en el departamento de Tarn y en la región de Mediodía-Pirineos. Es la población natal del líder socialista Jean Jaurès y alberga un museo en honor del pintor español Francisco de Goya, con obras suyas y de otros muchos artistas españoles.

## Geografía
Castres está situada cerca de los Montes de Sidobre (yacimiento granítico excepcional) y de la Montaña Negra, a una altitud de 172 m sobre el nivel del mar, a 42 km al sudeste de Albi (prefectura del Tarn), a 15 km de Mazamet y a 77 km al este de Toulouse. Castres es cruzada de norte a sur por el río Agout, afluente del Tarn.

## Historia

### Fundación
El nombre viene de la palabra latina castrum, que significa "plaza fortificada". Castres ha crecido en torno a la abadía benedictina de San Benito, quien se supone que la fundó hacia el año 647, probablemente sobre el emplazamiento de un viejo fuerte romano (castrum). Castres se convirtió en una parada importante en las rutas internacionales del Camino de Santiago (a través de la Via Tolosana) hacia España, pues la iglesia de su abadía, construida en el IX, conservaba las reliquias de san Vicente, el famoso mártir de España.

### Reforma

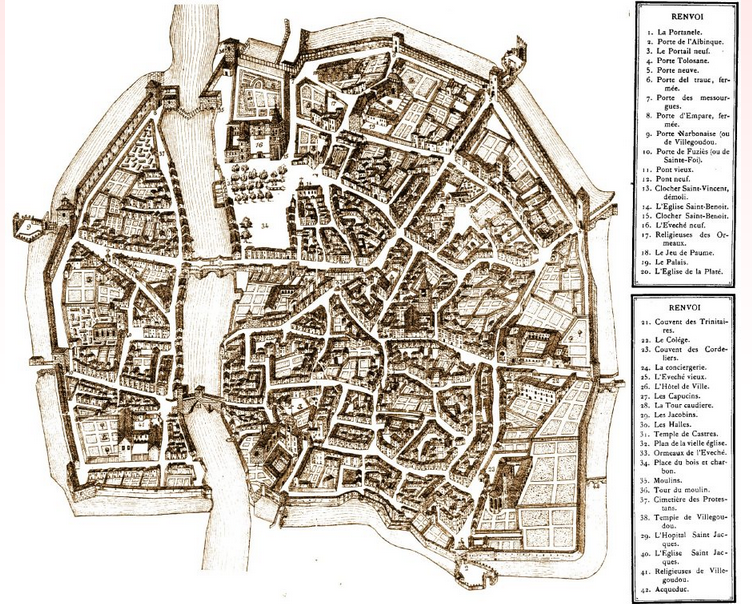
Castres en la segunda mitad del

En los años 1530-1560, la población de Castres se convirtió al protestantismo. Fue tomada por los protestantes durante la quinta guerra de religión, en 1575. En las guerras que siguen, los habitantes comerciaron con los protestantes, la ciudad se enriqueció y se estableció como una república independiente. Castres se convirtió así en una de las mayores plazas protestantes de la Francia meridional.

## Administración
Entre 1790 y 1797, Castres fue la prefectura del departamento del Tarn. Desde 1797 es una subprefectura.
Desde 2001, el alcalde de Castres es Pascal Bugis (derecha, miembro de la UMP), que derrotó al anterior alcalde, el socialista Arnaud Mandement.

## Demografía
En el censo de 1999, la población en el municipio propiamente dicho era de 43 496 habitantes, mientras que la de su zona metropolitana era de 61 760 habitantes.
| 12 327 | 15 171 | 13 717 | lac. | 19 225 | 17 602 | 20 651 | 20 815 | 22 062 | 21 538 | 21 357 | 23 461 | 25 856 | 27 408 | 27 427 | 27 509 | 28 204 | 27 308 | 28 272 | 27 830 | 25 943 | 27 028 | 28 084 | 29 133 | 30 781 | 34 126 | 36 978 | 40 457 | 45 978 | 45 578 | 44 812 | 43 496 | 43 347 |
| Para los censos de 1962 a 1999 la población legal corresponde a la población sin duplicidades (Fuente: INSEE [Consultar]) |        |        |      |        |        |        |        |        |        |        |        |        |        |        |        |        |        |        |        |        |        |        |        |        |        |        |        |        |        |        |        |        |

## Lugares de interés

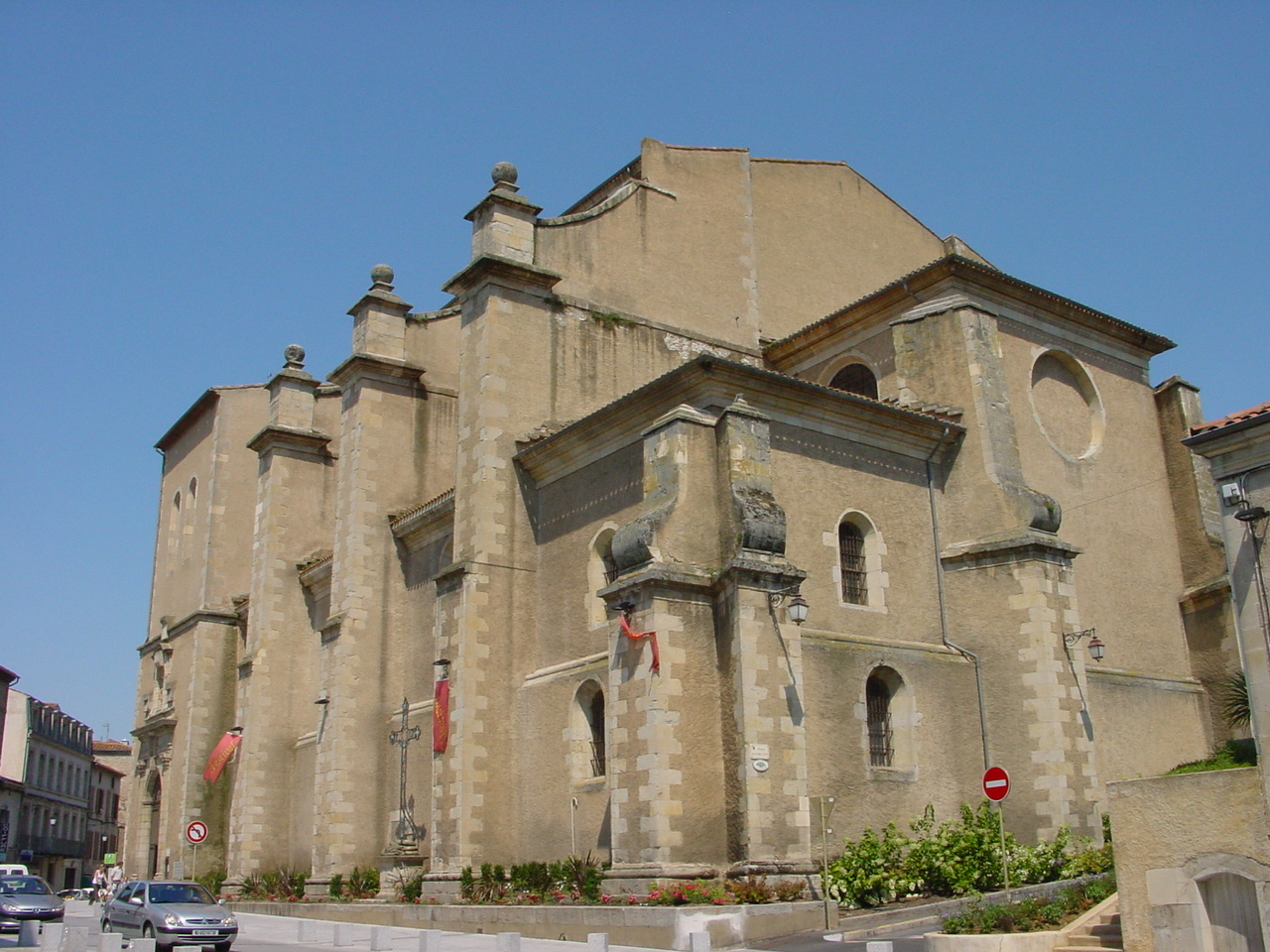
Catedral de Castres

El Musée Goya (Museo Goya) alberga una notable colección de arte español, con ejemplos del mismo Goya y de numerosos artistas entre los siglos XVI y XX como Murillo, Ignacio Zuloaga y Picasso.

## Educación
- Institut national universitaire Jean-François Champollion

## Ciudades hermanadas
- Linares (España)
- Wakefield (Reino Unido)
- Butare (Ruanda)